# Peter Bárdy
Peter Bárdy (* 1. dubna 1977, Žilina) je slovenský novinář, komentátor a šéfredaktor zpravodajského webu Aktuality.sk. Působil také jako šéfredaktor týdeníku Život.

## Život
Narodil se v Žilině. Je absolventem Gymnázia Hlinská tamtéž. Studoval publicistiku na Univerzitě Mateja Bela v Banské Bystrici.
V médiích začal pracovat v polovině 90. let. Pracoval v rádiu Frontinus, v Žilinském večerníku (redaktor, šéfredaktor), v Novém Času, v žilinském časopise Reportér a v týdeníku LIVE. Spolupracoval s deníky a tiskovými agenturami.
V roce 2008 nastoupil na pozici šéfredaktora zpravodajského webu Aktuality.sk. V této pozici stál u vytvoření investigativního týmu, jehož členem byl i zavražděný Ján Kuciak. Po jeho vraždě (21. února 2018) Aktuality.sk rozšířily svůj záběr v oblasti investigativní žurnalistiky. Bárdy se pak rovněž zúčastnil řady mezinárodních i domácích konferencí týkajících se svobody tisku.
Po nástupu Ficovy vlády na podzim 2023 a zahájení policejních čistek uvedl, že tato vláda ohrožuje demokratické zřízení země. „Ficova vláda zatím nemá zábrany a bere si stát. V podstatě ho unáší,“ řekl Bárdy.

## Tvorba
V 90. letech se věnoval zpravodajství z regionů, především ze Žiliny a Žilinského kraje. Postupně začal publikovat články týkající se kriminality a organizovaného zločinu. Později začal komentovat společenské a politické dění.
V říjnu 2021 vydalo vydavatelství Ringier Axel Springer SK knižní prvotinu Petra Bárdyho „Obyčajný Matovič. Homo vulgaris“. Jeho knižní debut je pokusem o sondu do světa antipolitika a populisty, který sebe sama označil za Homo vulgaris – člověka obyčejného a na této „obyčejnosti“ postavil svou komunikační strategii. Bárdy se pokouší najít odpověď na to, jak a proč právě Igor Matovič dokázal přesvědčit voliče a získat funkci slovenského premiéra.
V anketě Panta Rhei Awards 2021, Cena knižní múzy, se stal vítězem kategorie debutant roku.
V roce 2023 vyšla Bárdymu kniha Fico: Posadnutý mocou, která ve svědectvích tří desítek bývalých politických kolegů i oponentů Roberta Fica mapuje jeho vzestupy a pády.

## Dílo
- Obyčajný Matovič: Homo vulgaris, Ringier Axel Springer SK, 2021, ISBN 978-80-89854-23-3
- Fico: Posadnutý mocou, Ringier Axel Springer SK, 2023, ISBN 978-80-974488-7-5